# Catada alboplagiata
Catada alboplagiata är en fjärilsart som beskrevs av Bethune-Baker 1906. Catada alboplagiata ingår i släktet Catada och familjen nattflyn. Inga underarter finns listade i Catalogue of Life.